# Le regole della truffa
 Le regole della truffa (Flypaper) è un film del 2011 diretto da Rob Minkoff.

## Trama
Un uomo di nome Tripp si trova nel bel mezzo di due rapine che avvengono nello stesso momento nella stessa banca. Una delle bande è formata da tre professionisti, l'altra è composta da due ingenui balordi che si chiamano "Burro" e "Marmellata". Tripp cerca disperatamente di proteggere la cassiera Kaitlin della quale è innamorato. Quando un uomo rimane ucciso, Tripp intuisce che la faccenda va oltre le due rapine e che c'è molto di più; le due bande negano qualsiasi coinvolgimento, mentre tutti cercano di sopravvivere alla tragicomica situazione in cui si trovano.

## Produzione
Le riprese sono state effettuate a Baton Rouge, in Louisiana, nel giugno del 2010.

## Accoglienza

### Incassi
Il film è stato distribuito negli USA per un solo fine settimana e soltanto in 2 cinema, incassando poco più di 1.000 dollari. All'estero la pellicola ha incassato, solo nel primo fine settimana di programmazione, oltre 583.000 dollari.